# کلنی (سوئیس)
کُلُنی (به فرانسوی: Cologny) بخشی در کانتون ژنو در کشور سوئیس، با سابقهٔ پیشینهٔ باستان‌شناسی از دوران نوسنگی است.

## پیشینه

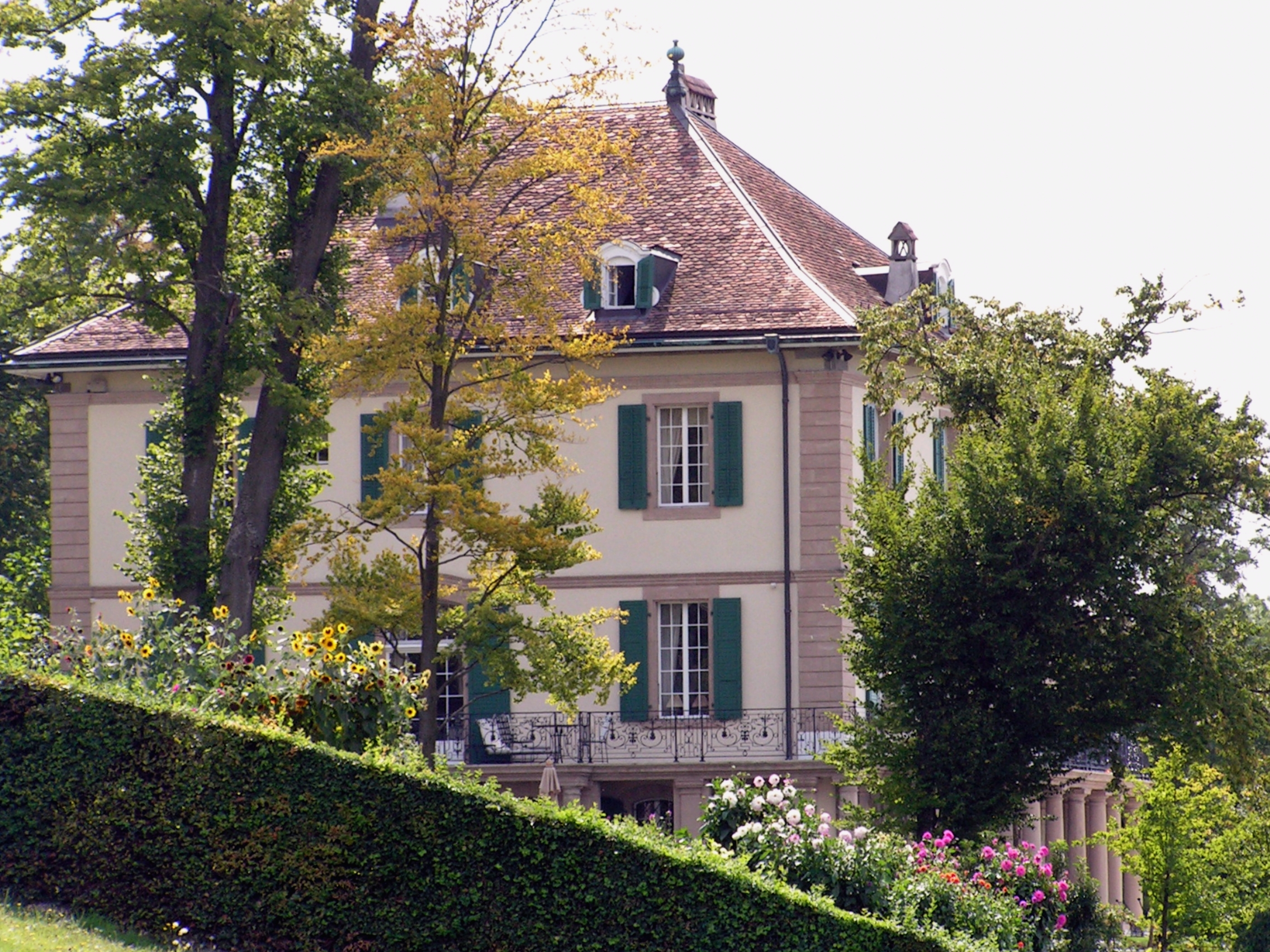
ویلا دیوداتی در کلنی که نخستین بار فرانکنشتاین و ومپایر از آنجا آغاز شد.

از کلنی برای نخستین بار در سال ۱۲۰۸ به عنوان «کلنیه» ذکر شده‌است.
قدیمی‌ترین اثر سکونتگاه در این منطقه یک روستای نوسنگی کنار دریاچه است که در نزدیکی روستای لابلوت کشف شده‌است. منطقه دریاچه ژنو در سدهٔ دوم توسط رومیان فتح شد. آنها در طول ۲ قرن اقامت خود جاده‌ای از کورسیه از طریق منطقهٔ کلنی به فرانتنکس ساختند.
در طول قرون وسطی، پیش از اینکه توسط اسقف ژنو تصاحب شود، بخشی از سرزمین‌های کنتهای ژنو بود. کلیسای روستای سنت پیتر در سال ۱۴۰۶ در زیر بخش وندوورس قرار گرفت و نشان می‌دهد که احتمالاً پیش از قرن پانزدهم ساخته شده‌است. در سال ۱۵۳۶، کلنی به ایمان جدید اصلاحات پروتستانی پیوست، زیرا ژنو در نزدیکی مرکز اصلاحات شد. دو سال بعد، در ماه مه ۱۵۳۸، قراردادی بین برن و ژنو، کلنی را در شهر ژنو قرار داد.
در اواخر قرن شانزدهم و تا قرن هفدهم، تعدادی از ناشران ژنو به کلنی نقل مکان کردند یا دفاتری را در کلنی تأسیس کردند. با ادعای کلنی یا «Colonia Allobrogum» به عنوان محل انتشار، آنها توانستند قوانین فرانسه را که کتاب‌ها را از ژنو ممنوع می‌کرد، دور بزنند. با شروع قرن هجدهم، کلبه‌های زیبا در امتداد سواحل دریاچه ژنو در کلنی پدید آمدند. یکی از مشهورترین ویلا دیوداتی که در آن لرد بایرون، جان پولیدوری، مری شلی و پرسی بیش شلی بخشی از سال را بدون تابستان در سال ۱۸۱۶ گذراندند. به دلیل آب و هوای بد، مهمانان روزها را در داخل خانه سپری کردند و داستان‌های ترسناکی را برای یکدیگر تعریف کردند. فرانکنشتاین مری شلی و خون‌آشام جان پولیدوری، اولین داستان خون‌آشام مدرن، هر دو نتیجه گرفتند.